# Kavocsán
Kavocsán (szlovákul: Kavečany) Kassa városrésze Szlovákiában, a Kassai kerület Kassai I. járásában. Területe 10,5 négyzetkilométer. 1976-ig önálló község volt, ekkor csatolták Kassához.

## Fekvése
Kassa központjától 6 km-re, északnyugatra fekszik.

## Története
1423-ban „poss. seu villa Kalachyan” néven említik először. Korábban Sólyomkő várának birtoka, majd 1423-tól Kassa város faluja. 1567-ben öt portát számláltak a faluban.
A 18. század végén Vályi András így ír róla: „KAVOCSÁN. Kvacsani. Tót falu Sáros Várm. földes Ura Kassa Városa lakosai katolikusok, fekszik Abaúj Vármegyének szélénél, határja meg lehetős.”
Fényes Elek 1851-ben kiadott geográfiai szótárában így ír a faluról: „Kaveczán, Sáros v. tót falu, Kassához 1 mfld, nagy erdőségek közt. 690 kathol. lak., paroch. templommal. Mészégetés. F. u. Kassa.”
Borovszky Samu monográfiasorozatának Abaúj-Torna vármegyét tárgyaló része szerint: „Visszatérve Kassára, nem kerülheti ki figyelmünket Kavecsány, melyhez külön községi út vezet Kassáról. Kavecsány ugyan már Sáros vármegyéhez tartozik, de Kassa város birtokát képezi és közvetlenül a határszélen fekszik. Néhány évvel ezelőtt itt egy barlangot fedeztek föl, melyben mammuth-csontokra akadtak. Határában az állami közutak építésére nagyon alkalmas kavicsbánya van.”
1920 előtt Sáros vármegye Lemesi járásához tartozott.
1938-ban, az első bécsi döntés után felkereste a vegyes magyar-szlovák határmegállapító bizottság, mely megkérdezte a szlovák többségű község bíróját, hova kíván tartozni. Ő azt felelte: „Do Košice” (magyarul: Kassához), mivel a falu a Kassán eladott élelmiszerből élt, és lakói több más szlovák településhez hasonlóan a gazdasági megfontolásokat fontosabbnak tartották a politikaiaknál. Így került 1938 és 1945 között egyetlen községként az egykori Sáros vármegyéből újra Magyarországhoz a település.
1976-óta Kassa városához tartozik.

## Népessége
- 1880-ban 876-an lakták, ebből 840 szlovák és 10 magyar anyanyelvű.
- 1890-ben 919 lakosából 895 szlovák és 3 magyar anyanyelvű volt.
- 1900-ban 814-en lakták, ebből 789 szlovák és 24 magyar anyanyelvű.
- 1910-ben 870-en lakták: 845 szlovák és 14 magyar anyanyelvű.
- 1921-ben 809 lakosából 795 csehszlovák lakosa volt.
- 1930-ban 581 lakosából 572 csehszlovák lakosa volt.
- 1941-ben 1014-en lakták, ebből 880 szlovák és 104 magyar.[6]
- 2001-ben 1010 lakosából 1004 szlovák és 3 magyar volt.
- 2011-ben 1180 lakosából 1123 szlovák és 3 magyar.

## Nevezetességei
- A település turizmusát főként az üdülőközpont síközponttal és bobpályával szolgálja.
- Itt található Közép-Európa egyik legnagyobb állatkertje.

## Lásd még
- Kassa
- Abaszéplak
- Bárca
- Hernádtihany
- Kassaújfalu
- Miszlóka
- Pólyi
- Saca
- Szentlőrincke
- Szilvásapáti
- Zsebes